# Eucáridos
Eucáridos (Eucarida) é a designação de uma superordem de crustáceos, que inclui os decápodes, krill e a ordem Amphionides. Caracterizam-se por possuírem uma carapaça unida a todos os segmentos torácicos e por terem os olhos colocados em pedúnculos oculares. Comparativamente a todos os grupos de crustáceos, os Eucarida surgem relativamente tarde no registo fóssil. Aparecem apenas na era Mesozóica, presumindo-se que se tenham desenvolvido bastante tempo antes.